# Torsåker, Gnesta kommun
Torsåker, kyrkplats och kyrkby för Torsåkers socken i Strängnäs stift, Gnesta kommun.
Torsåkers kyrka ligger strax mellan sjön Sillen och länsväg 224.